# Patapauka (przystanek kolejowy)
Patapauka (biał. Патапаўка; ros. Потаповка) – przystanek kolejowy w miejscowości Patapauka, w rejonie budzkim, w obwodzie homelskim, na Białorusi. Położony jest na linii Homel - Żłobin - Mińsk.